# سلالة كادامبا الحاكمة
سلالة كادامبا (345 ـ 525 م) هي سلالة ملكية قديمة حكمت شمال كارناتاكا بين القرنين الرابع والسادس الميلاديين. كانت قاعدة حكمهم مدينة بانافاسي (التي تقع حاليًا في مقاطعة أوتارا كانادا بولاية كارناتاكا). بلغت مملكة كادامبا أوج قوتها في عهد الملك كاكوشتافارما، حيث امتد سلطانها إلى مناطق شاسعة من ولاية كارناتاكا الحالية.
أسس السلالة الملك مايوراشارما سنة 345 م، الذي هزم جيوش سلالة بالافا بمساعدة بعض القبائل المحلية فيما يبدو. وقد بلغت سطوة الكادامبا أوجها في عهد الملك كاكوشتافارما، الذي بلغ من قوته أن ملوك إمبراطورية غوبتا بشمال الهند سعوا إلى التحالف معه عسكريًا. غير أن كثرة المعارك وكثرة خوض مملكة كادامبا في الدماء دفعت ملكًا من ملوكها المتأخرين هو شيفاكوتي إلى اعتناق الديانة الجاينية التي تنبذ العنف. كانت سلالة كادامبا معاصرة لسلالة غانغا الغربية، وكانت المملكتان آنذاك أقدم مملكتين محليتين تحكمان أراضيهما مستقلتين تمامًا عن أي ممالك خارجية.
استمرت سلطة سلالة كادامبا لاحقًا لأكثر من خمسة قرون، على شكل سلالة إقطاعية في ظل إمبراطوريتي تشالوكيا وراشتراكوتا، وتفرعت في تلك الأثناء إلى أسر حاكمة صغيرة عرفت بأسرة كادامبا غوا، وكادامبا هالاسي، وكادامبا هانغال.
قبل تسلط سلالة كادامبا على المنطقة، كانت السلالتان الحاكمتان في منطقة كارناتاكا (سلالتا ماوريا وسلالة ساتافاهانا) أجنبيتين عن المنطقة، وكان مركز السلطة خارج ما يُعرف اليوم بمنطقة كارناتاكا. وكانت سالة كادامبا هي أول سلالة محلية تستخدم اللغة الكنادية ـ اللغة المحلية للمنطقة ـ في دواوينها الإدارية. وتعد هذه الحقبة نقطة بدء تاريخية في دراسة تطور المنطقة ككيان جيوسياسي، وتطور اللغة الكنادية كلغة محلية هامة. وقد كان إرث سلالة كادامبا السياسي من التأثير لدرجة أن حكام إمبراطورية فيجاياناغارا ـ الذين كانوا يكافحون سلطنات الدكن ـ استعملوا أحفاد سلالة كادامبا لإدارة أسطولهم الحربي في غوا.